# Quercus chevalieri
Quercus chevalieri är en bokväxtart som beskrevs av Paul Robert Hickel och Aimée Antoinette Camus. Quercus chevalieri ingår i släktet ekar, och familjen bokväxter. Inga underarter finns listade.